# You & me forever
「You & me forever」（ユー アンド ミー フォーエヴァー）は、日本の女性シンガー、Teddyの3枚目のシングル。2006年1月1日にリリースされた。

## 収録曲
1. You & me forever
  - 作詞：Pink Bambi／作曲・編曲：Tony Potter
2. we're just in love
  - 作詞：Pink Bambi／作曲・編曲：Tony Potter
3. My Love Story
  - 作詞：Teddy／作曲：Tony Potter／編曲：Tony Potter, NATSUMI